# Pratt & Whitney R-2800

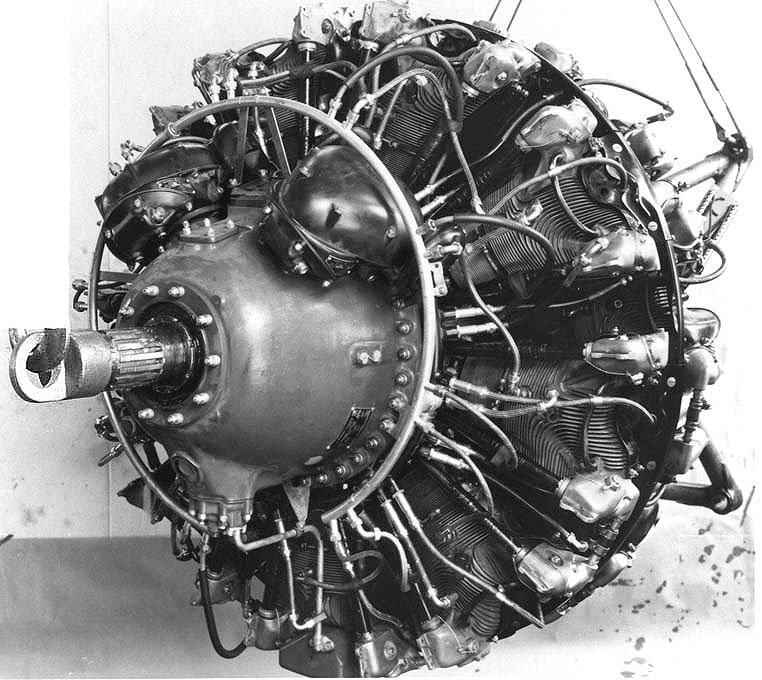
Un Pratt & Whitney R-2800 Double Wasp

Il Pratt & Whitney R-2800 Double Wasp era un motore aeronautico di tipo radiale a 18 cilindri doppia stella che faceva parte della grande famiglia dei motori Wasp prodotta dall'azienda statunitense Pratt & Whitney.

## Storia, sviluppo, descrizione tecnica
Verso la metà degli anni trenta l'azienda statunitense ritenne di sviluppare un nuovo motore da collocare sulla fascia dei 2 000 hp basato sull'esperienza della serie Wasp prodotta fino a quel momento. Analogamente a quanto fatto per altri modelli, la soluzione tecnica più semplice era quella di ricorrere al raddoppio di file di cilindri su due stelle ed il progetto seguì anch'esso questa tendenza.
L'R-2800, la cui denominazione era dovuta come da convenzioni United States Army Air Forces (USAAF) dalla sua cilindrata espressa in pollici cubi, aveva una configurazione a doppia stella, con la disposizione dei 9 cilindri su due file disassate, primo motore aeronautico statunitense ad adottare questa soluzione, e raffreddato ad aria. I 18 cilindri, dotati di un'alettatura esterna, presentavano un alesaggio e corsa di 146 x 152,4 mm (5,75 x 6 in) per una cilindrata totale effettiva di 45,95 L (2 804 in³). Il prototipo venne completato nel 1937 e dopo le sperimentazioni a terra volò per la prima volta nel 1939.
Il motore R-2800 della Pratt & Whitney è considerato uno dei migliori motori radiali mai realizzati. Venne utilizzato sui più potenti caccia americani della seconda guerra mondiale quali il P-47 Thunderbolt della Republic Aviation Corporation, e i caccia navali Vought F4U Corsair della Vought-Sikorsky, F6F Hellcat, e F8F-1 Bearcat della Grumman. Venne anche montato sui bombardieri bimotori B-26 Marauder della Martin Company e A-26 Invader della Douglas.
Durante la guerra il motore venne sottoposto ad un continuo processo di sviluppo da parte dell'industria per cercare di migliorarne le già notevoli prestazioni. La modifica più importante fu l'adozione del sistema di iniezione d'acqua che permetteva di aumentare, per un breve periodo, la potenza erogata dal motore. La possibilità di usufruire di questa potenza di emergenza si rivelò molto utile durante i combattimenti aerei.
Dopo la fine del conflitto il motore continuò ad essere usato su alcuni velivoli impiegati durante la guerra di Corea e, con la cessione di velivoli surplus da parte dell'United States Air Force a diversi paesi, conobbe una diffusione mondiale. Anche in Italia venne utilizzato sui P-47 che erano in forza all'Aeronautica Militare.
Ancora oggi, a 50 anni dalla sua produzione, il Double Wasp risulta ancora operativo e viene impiegato sui velivoli dell'epoca che possono essere ammirati durante le esibizioni nei vari Air Show mondiali.

## Versioni
(lista parziale)
- R-2800-9:  2 000 hp (1 491 kW)
- R-2800-10: 2 026 hp (1 510 kW)
- R-2800-10W: 2 228 hp (1 640 kW)
- R-2800-18W: 2 482 hp (1 827 kW)
- R-2800-27: 2 026 hp (1 510 kW)
- R-2800-31: 2 023 hp (1 508 kW)
- R-2800-34W: 2 100 hp (1 566 kW)
- R-2800-43: 2 026 hp (1 510 kW)
- R-2800-48: 2 330 hp (1 715 kW)
- R-2800-54: 2 100 hp (1 566 kW)
- R-2800-59: 2 568 hp (1 890 kW)
- R-2800-65: 2 026 hp (1 510 kW)
- R-2800-71: 2 026 hp (1 510 kW)
- R-2800-83W: 2 330 hp (1 715 kW)

## Aeromobili utilizzatori

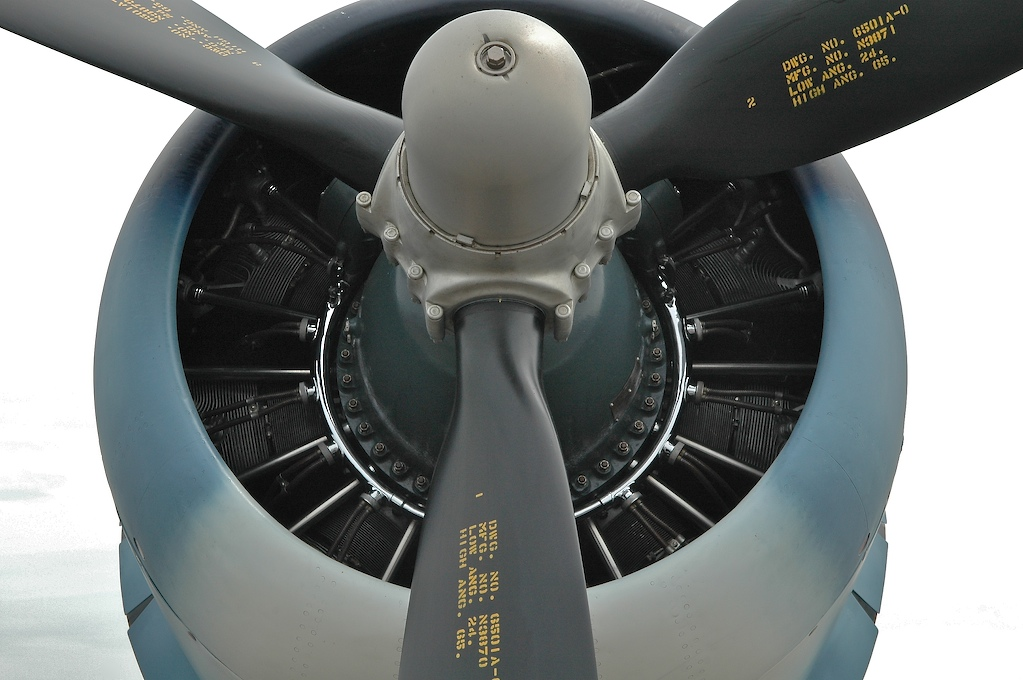
Un Pratt & Whitney R-2800-8 montato sul muso di un caccia imbarcato Goodyear FG-1 Corsair

### Aerei
Canada
- Canadair CL-215

 Francia
- Breguet Br 763 Provence
- Breguet Br 765 Sahara
- Nord 2503
- Nord 2508
- SNCASO SO-30P Bretagne

 Regno Unito
- Vickers Warwick

 Stati Uniti
- Brewster SB2A-32 Buccaneer e Brewster A-1 Bermuda (RAF)
- Chance Vought F4U Corsair
- Consolidated TBY Sea Wolf
- Convair 240, 340 e 440
- Curtiss C-46 Commando
- Curtiss XF-15C-1
- Curtiss XP-60
- Douglas A-26 Invader
- Douglas DC-6
- Fairchild C-82 Packet
- Fairchild C-123 Provider
- Grumman AF Guardian
- Grumman F6F Hellcat
- Grumman F7F Tigercat
- Grumman F8F Bearcat
- Lockheed Ventura, Lockheed B-34 Lexington (RAF), Lockheed PV-1 Ventura e Lockheed PV-2 Harpoon
- Republic P-47 Thunderbolt
- Martin B-26 Marauder
- Martin 2-0-2
- North American AJ Savage/A-2 Savage
- North American XB-28 Dragon
- Northrop XP-56 Black Bullet
- Northrop P-61 Black Widow
- Vultee XA-19B

### Elicotteri
- Sikorsky CH-37 Mojave

## Motori comparabili
- Bristol Centaurus
- Wright R-3350